# Albert Wendt
Albert Wendt (27 oktober 1939) is een Samoaans dichter en schrijver. Zijn bekendste werk is waarschijnlijk Leaves of the Banyan Tree uit 1979.

## Biografie
Albert Wendt is geboren in Apia, de hoofdstad van Samoa. Hij studeerde aan het Ardmore Teacher's College en aan de Victoria University of Wellington. Hij studeerde met een M.A. af in geschiedenis. Zijn afstudeerscriptie ging over de Mau, Samoa's onafhankelijkheidsbeweging van het kolonialisme in de vroege jaren 1900. Zijn proefschrift was getiteld Guardians en Wards: Een studie van de oorsprong, de oorzaken en de eerste twee jaar van de Mau in West-Samoa.
Hij keerde in 1965 terug naar West-Samoa, en werd directeur van het Samoa College. In 1974 verhuisde hij naar Fiji waar hij doceerde aan de Universiteit van de Zuidelijke Grote Oceaan.
In 1977 keerde hij terug naar Samoa om de Universiteit van de Zuidelijke Grote Oceaan in Samoa te stichten. Hij werkte nauw samen met het literaire tijdschrift Mana en bewerkte in 1975 verzameling van gedichten uit Fiji, West-Samoa, de Nieuwe Hebriden (nu Vanuatu) en de Salomonseilanden.
Wendts Leaves of the Banyan Tree (1979) won in 1980 de New Zealand Book Awards. In 1988 bekleedde hij een hoogleraarschap van studies van de Grote Oceaan aan de Universiteit van Auckland. In 2001 werd hij Ridder in de Orde van Verdienste van Nieuw-Zeeland voor zijn verdiensten voor de literatuur.
- Bibliothèque nationale de France: cb125664096 (data)
- CiNii: DA05210623
- Gemeinsame Normdatei: 129063363
- International Standard Name Identifier: 0000 0000 8159 0153
- Library of Congress Control Number: n50004960
- MusicBrainz: 7353d565-f930-4785-a76a-e978f03a837e
- Bibliotheek van het Japanse parlement: 01056872
- Nationale Bibliotheek van Tsjechië: xx0020615
- Nationale bibliotheek van Australië: 35600024
- Nationale Bibliotheek van Israël: 987007463659505171
- Nederlandse Thesaurus van Auteursnamen: 070331529
- Réseau des bibliothèques de Suisse occidentale: 02-A003967455
- SNAC: w66x2zdq
- Système universitaire de documentation: 034969373
- Museum of New Zealand Te Papa Tongarewa: 30125
- Trove: 1010122
- Virtual International Authority File: 79121464
- WorldCat: E39PBJc7R9wfHYH66THrgBGWDq

1. ↑  https://dpmc.govt.nz/publications/queens-birthday-honours-list-2013.
2. ↑  https://dpmc.govt.nz/publications/new-year-honours-list-2001.
3. ↑  https://www.creativenz.govt.nz/results-of-our-work/award-winners/arts-pasifika-awards.
4. ↑  https://creativenz.govt.nz/Funds-and-opportunities/Results/Award-winners/Prime-Ministers-Awards-for-literary-achievement.
5. ↑  https://dpmc.govt.nz/honours/recipients/wendt-emeritus-professor-albert-onz-cnzm.
6. ↑  https://www.anzliterature.com/fellows/.
7. ↑  Trois siècles d'université en Bourgogne.
8. ↑  https://www.wgtn.ac.nz/about/our-story/history/honorary-graduates.